# Episodi di Senza traccia (quarta stagione)
La quarta stagione della serie televisiva Senza traccia è composta da 24 episodi ed è stata trasmessa in prima visione negli Stati Uniti da CBS dal 29 settembre 2005 al 18 maggio 2006.
In Italia è stata trasmessa da Rai 2 dall'8 maggio 2007 al 18 novembre 2008.
| nº | Titolo originale    | Titolo italiano         | Prima TV USA      | Prima TV Italia  |
| -- | ------------------- | ----------------------- | ----------------- | ---------------- |
| 1  | Showdown            | Ragion di Stato         | 29 settembre 2005 | 8 maggio 2007    |
| 2  | Safe                | Salvate il bambino Ryan | 6 ottobre 2005    | 8 maggio 2007    |
| 3  | From the Ashes      | Dalle proprie ceneri    | 13 ottobre 2005   | 11 maggio 2007   |
| 4  | Lost Time           | Il tempo perduto        | 20 ottobre 2005   | 18 maggio 2007   |
| 5  | Honor Bound         | Obblighi d'onore        | 27 ottobre 2005   | 11 maggio 2007   |
| 6  | Viuda Negra         | Il sequestro            | 3 novembre 2005   | 18 maggio 2007   |
| 7  | The Innocents       | Gli innocenti           | 10 novembre 2005  | 22 maggio 2007   |
| 8  | A Day in the Life   | Un patto con Dio        | 17 novembre 2005  | 22 maggio 2007   |
| 9  | Freefall            | Un vecchio amico        | 24 novembre 2005  | 25 maggio 2007   |
| 10 | When Darkness Falls | Il buio nella mente     | 8 dicembre 2005   | 25 maggio 2007   |
| 11 | Blood Out           | Un altro uomo           | 5 gennaio 2006    | 1º giugno 2007   |
| 12 | Patient X           | La psicanalista         | 19 gennaio 2006   | 1º giugno 2007   |
| 13 | Rage                | Rancori e rabbia        | 26 gennaio 2006   | 7 ottobre 2008   |
| 14 | Odds or Evens       | Una questione d'onore   | 2 febbraio 2006   | 14 ottobre 2008  |
| 15 | The Stranger        | La caccia               | 9 febbraio 2006   | 14 ottobre 2008  |
| 16 | The Little Things   | Effetti collaterali     | 2 marzo 2006      | 21 ottobre 2008  |
| 17 | Check Your Head     | La posta del cuore      | 9 marzo 2006      | 21 ottobre 2008  |
| 18 | The Road Home       | La strada di casa       | 30 marzo 2006     | 28 ottobre 2008  |
| 19 | Expectations        | Voglia di vivere        | 13 aprile 2006    | 28 ottobre 2008  |
| 20 | More Than This      | Più di così             | 20 aprile 2006    | 4 novembre 2008  |
| 21 | Shattered           | Ombre sul ghiaccio      | 27 aprile 2006    | 4 novembre 2008  |
| 22 | Requiem             | Sotto tiro              | 4 maggio 2006     | 11 novembre 2008 |
| 23 | White Balance       | La bilancia             | 11 maggio 2006    | 11 novembre 2008 |
| 24 | Crossroads          | Una vita normale        | 18 maggio 2006    | 18 novembre 2008 |

## Ragion di Stato
- Titolo originale: Showdown
- Diretto da: John F. Showalter
- Scritto da: David Amann

### Trama
Martin e Danny sono caduti in un agguato per uccidere un uomo che i due stavano portando in carcere. Martin è in gravi condizioni e Danny, che ha riportato una ferita di striscio, cerca di trovare l'uomo che ha fatto l'agguato. Jack è impegnato a tenere sotto controllo Danny e dare la caccia al criminale.

## Salvate il bambino Ryan
- Titolo originale: Safe
- Diretto da: Jeannot Swzarc
- Scritto da: David Grae

### Trama
Un adolescente ossessionato dall'attentato alle Twin Towers scompare dalla scuola. Martin e Vivian tornano in servizio. Jack decide di aggiungere un nuovo elemento alla squadra. Il bambino verrà ritrovato all'interno della scuola, intento a farla esplodere con una bomba per fortuna rivelatasi inefficace.

## Dalle proprie ceneri
- Titolo originale: From the Ashes
- Diretto da: Timothy Busfield
- Scritto da: Gwendolyn M.Parker

### Trama
Una prostituta scompare misteriosamente. Si scopre che la ragazza è tossicodipendente ma sta cercando di cambiare vita. Al caso partecipa anche Elena Delgado, nuovo membro della squadra. La ragazza viene ritrovata in un parco, intenta ad osservare sua figlia.

## Il tempo perduto
- Titolo originale: Lost Time
- Diretto da: Martha Mitchell
- Scritto da: David H. Goodman

### Trama
Nel 1998, un professore universitario confessa l'omicidio di una studentessa nonché sua amante, facendosi condannare, anche se il corpo non è mai stato trovato. Dopo che 7 anni dopo in un video si vede una ragazza molto somigliante alla studentessa scomparsa Jack riapre il caso. Alla fine si scopre che la ragazza è morta poco dopo la scomparsa, caduta in un dirupo per colpa di un suo compagno di studi innamorato di lei, e che quindi il professore è innocente.

## Obblighi d'onore
- Titolo originale: Honor Bound
- Diretto da: Ken Collins
- Scritto da: Amantha Segel Marks

### Trama
Una giovane coreana scompare durante il suo turno di lavoro. La ragazza, cercando uomini su siti d'incontri contro il parere della sua famiglia, è incappata in una spiacevole situazione. Si scopre che la ragazza è morta, uccisa dal fratello.

## Il sequestro
- Titolo originale: Viuda Negra
- Diretto da: Paul McCrane
- Scritto da: Scott A. Williams

### Trama
In Messico, un turista di New York viene rapito mentre stava passando una serata con la moglie. Jack e Danny intervengono e sospettano che non tutto sia come sembra. Jack e Danny riescono ad uccidere i rapitori ed a liberare l'uomo.

## Gli innocenti
- Titolo originale: The Innocents
- Diretto da: Martha Mitchell
- Scritto da: Jan Nash

### Trama
Un padre, distrutto per la morte della figlia, scompare misteriosamente. La squadra scopre in casa sua delle foto pedopornografche, ma quando l'uomo viene ritrovato si scopre che stava solo cercando di salvare una bambina. Grazie all'aiuto dell'uomo la bimba viene salvata.

## Un patto con Dio
- Titolo originale: A Day in the life
- Diretto da: Jeannot Swzarc
- Scritto da: Hank Steinberg

### Trama
Un adolescente scompare dopo aver lasciato la sala giochi. Si sospetta che il ragazzo giocasse d'azzardo e fosse in affari con uno spacciatore, ma la verità sulla sua scomparsa è ben diversa. Il ragazzo viene liberato e salvato.

## Un vecchio amico
- Titolo originale: Freefall
- Diretto da: John F. Showalter
- Scritto da: David Mongan

### Trama
Un poliziotto vecchio amico di Jack scompare dopo l'uccisione di un suo collega. L'uomo ha una relazione extraconiugale con una donna che si scopre essere collegata all'omicidio. Jack trova l'amico ferito. Morirà subito dopo.

## Il buio nella mente
- Titolo originale: When Darkness Falls
- Diretto da: Jeff T. Thomas
- Scritto da: Hank Steinberg e Diego Gutiérrez

### Trama
Sam accetta di fare il favore ad un amico sull'identità di una giovane russa, trovata in amnesia con abiti strani da due agenti di polizia. Invece Jack si prende una pausa per occuparsi di suo padre.

## Un altro uomo
- Titolo originale: Blood Out
- Diretto da: Scott White
- Scritto da: Gwendolyn M. Parker

### Trama
Un paramedico che è rispettato dalla sua comunità per il suo servizio scompare misteriosamente, e la squadra crede che i membri di una banda locale abbiano a che fare con la scomparsa. Invece Jack è turbato nel sapere che suo padre voleva essere cremato. Il paramedico viene ucciso davanti a Danny ed Elena dal capo di una gang, a sua volta freddato dai due agenti.

## La psicanalista
- Titolo originale: Patient X
- Diretto da: Timothy Busfield
- Scritto da: David Amann

### Trama
Una psicanalista scompare dal suo studio, e la squadra sospetta che uno dei suoi pazienti possa essere coinvolto, ma successivamente segue le tracce di un barista con un'insolita capacità di fare in modo che le donne facciano ciò che vuole. La donna viene salvata da Martin insieme al suo compagno mentre era in ostaggio del suo amante.

## Rancori e rabbia
- Titolo originale: Rage
- Diretto da: Kate Woods
- Scritto da: Scott A. Williams

### Trama
Quando un'insegnante di fisica scompare, la squadra sospetta che la donna sia legata ad un suo studente. La ragazza viene trovata in casa del padre, morto suicida poco prima.

## Una questione d'onore
- Titolo originale: Odds or Evens
- Diretto da: Martha Mitchell
- Scritto da: David H. Goodman

### Trama
Un Marine, disonorevolmente congedato, scompare misteriosamente. Jack si reca a Tokyo, dove anni prima il marine aveva confessato di aver stuprato una giovane donna. Tornato a New York, lui e gli altri scoprono che di recente ha fatto in modo che la vittima legasse una dichiarazione giurata sul fatto che non era stata stuprata da lui dopo aver appreso che la sua ex amante aveva dato luce un figlio suo. Il Marine è morto, ucciso dal vero colpevole dello stupro.

## La caccia
- Titolo originale: The Stranger
- Diretto da: John F. Showalter
- Scritto da: Jan Nash

### Trama
Una donna scompare dopo un confronto con un uomo in una galleria d'arte. La squadra sospetta che la sua scomparsa sia collegata ad una serie di omicidi di giovani donne. La donna è scappata insieme al figlio.

## Effetti collaterali
- Titolo originale: The Little Things
- Diretto da: John Polson
- Scritto da: David Grae

### Trama
Un bambino di cinque anni è stato rapito in pieno giorno. La squadra viene coinvolta e presto inizia a sospettare che il padre ne sappia più di quello che dice. Il bambino viene liberato.

## La posta del cuore
- Titolo originale: Check Your Head
- Diretto da: Timothy Busfield
- Scritto da: Diego Gutiérrez

### Trama
Un agente di una consulenza agorafobica scompare dal suo appartamento dopo aver inviato il suo ultimo articolo di giornale. La squadra inizialmente sospetta che sia stata rapita, ma in realtà la donna aveva acquistato di recente una pistola. La donna viene ritrovata in un luogo importante del suo passato.

## La strada di casa
- Titolo originale: The Road House
- Diretto da: Chad Lowe
- Scritto da: David Mongan

### Trama
Un diciottenne scompare misteriosamente. La squadra scopre che il ragazzo è in realtà minorenne, che è stato abbandonato dalla madre insieme alle sorelline e che per colpa delle difficoltà economiche potrebbe esser finito in un giro poco pulito. Il ragazzo viene arrestato.

## Voglia di vivere
- Titolo originale: Expectations
- Diretto da: Rosemary Rodriguez
- Scritto da: David Rapp

### Trama
Una donna sieropositiva e anche incinta scompare. La squadra sospetta prima del marito, che sembrava meno entusiasta del bambino, e poi scopre che la donna aveva ricevuto una chiamata da una prigione, e la loro ricerca li ha portati su un suo ex amante, che le aveva trasmesso l'HIV.

## Più di così
- Titolo originale: More Than This
- Diretto da: Timothy Busfield
- Scritto da: Scott A. Williams

### Trama
Un ragazzo in libertà vigilata scompare dal centro di aiuto per donne dove stava scontando la pena. La squadra indaga sul ragazzo e scopre che dalla sua condanna era molto cambiato. Il ragazzo è morto in un incidente d'auto.

## Ombre sul ghiaccio
- Titolo originale: Shattered
- Diretto da: Jeannot Swzarc
- Scritto da: Amanda Segel Marks e David H. Goodman

### Trama
Una campionessa di pattinaggio sul ghiaccio scompare due mesi dopo che suo fratello maggiore è morto per un incidente stradale. La ragazza pensava di lasciare lo sport e ha iniziato a subire minacce. La ragazza viene ritrovata in buona salute sulle sponde di un lago.

## Sotto tiro
- Titolo originale: Requiem
- Diretto da: John F. Showalter
- Scritto da: Jan Nash

### Trama
Un uomo scompare insieme ai suoi tre figli e la squadra trova in casa un bagno di sangue. Si scopre che il sangue era di un cecchino venuto ad uccidere il figlio minore che aveva assistito ad un omicidio su commissione di Sadik Marku. L'intera famiglia viene poi messa sotto protezione.
- Guest star: Mark Pellegrino (Sadik Marku), Mark Sheppard (Ioannis «Johnny» Patani)

## La bilancia
- Titolo originale: White Balance
- Diretto da: Jeff T. Thomas
- Scritto da: Greg Walker

### Trama
Due persone, un ragazzo nero e una ragazza bianca, scompaiono nella stessa notte ma Jack ha l'ordine di mettere più risorse della squadra per trovare la sola ragazza bianca.
Nonostante questo, i due casi vengono risolti contemporaneamente, anche se purtroppo solo uno dei due viene trovato vivo. La puntata termina senza far capire chi sia la persona che si è salvata.
- Guest star: Viola Davis (madre di Darnell)

## Una vita normale
- Titolo originale: Crossroads
- Diretto da: Jeannot Swzarc
- Scritto da: David Amann

### Trama
Un'avvocatessa scompare misteriosamente. Si scopre che stava sfruttando il suo passato da assistente procuratore per indagare sulla sua ultima fiamma. La donna è morta, uccisa dall'uomo su cui stava indagando.
- Guest star: Jason Priestley (Allen Davis), Mary Elizabeth Mastrantonio (Ann)